# Neutscher Bach
Der Neutscher Bach ist ein linker Zufluss der Modau, der durch Neutsch und Modau im hessischen Landkreis Darmstadt-Dieburg fließt. 
Seinen Namen erhielt der Bach nach dem Quellgebiet Neutscher Höhe und der Ortschaft Neutsch.

## Geographie

### Verlauf
Der Neutscher Bach verläuft im Vorderen Odenwald und im Naturpark Bergstraße-Odenwald.
Seine Quelle liegt südwestlich von Neutsch auf der Neutscher Höhe.
Der überwiegend in nordöstliche Richtung fließende Neutscher Bach verläuft im Oberlauf durch Neutsch, einem Ortsteil von Modautal.
In Neutsch unterquert der Bach die K137.
Sein mündungsnaher Unterlauf fließt durch die Ortschaft Modau.
In Modau durchquert der Bach zwei Teiche.
Danach unterquert der Bach die Odenwaldstraße/L3099.
Schließlich mündet der Neutscher Bach von links und Westen in den dort etwa von Süden heran fließenden Rhein-Zufluss Modau. 

### Zuflüsse
- Bach von der Rothwiese (links), 1,3 km